# Ernst Stojaspal
Ernst Stojaspal (ur. 14 stycznia 1925 w Wiedniu, zm. 3 kwietnia 2002 w Moulins-lès-Metz), austriacki piłkarz, napastnik i trener piłkarski. Brązowy medalista MŚ 54.

## Kariera sportowa
Grał w kilku mniejszych klubach, zanim w 1945 został piłkarzem Austrii Wiedeń. Z Austrią trzy razy zdobywał tytuł mistrza kraju (1949, 1950, 1953), pięć razy był królem strzelców ligi. W reprezentacji Austrii w latach 1946–1954 zagrał 32 razy i strzelił 15 bramek. Podczas MŚ 54 zagrał w czterech meczach Austrii (3 gole). Znajdował się w kadrze na igrzyska w Londynie.
Po mistrzostwach wyjechał do Francji i kolejno grał w RC Strasbourg (1954–1957), AS Béziers (1957–1958), AS Monaco (1958–1959), Troyes AC (1959–1961) oraz FC Metz (1961–1962). Jako trener pracował we Francji, m.in. z AC Ajaccio. Zmarł w tym kraju.